# Playstation
Sony Playstation (PS1 eller PS), även skrivet PlayStation, är en CD-baserad TV-spelskonsol tillverkad av Sony och introducerad i Japan den 3 december 1994. Vid utvecklingen hade konsolen kodnamnet "Playstation X", där förkortningen PSX i vissa fall levt kvar. Denna spelkonsol blev en succé och såldes i mer än 100 000 exemplar redan första veckan och fram till och med juni 2005 hade 100 miljoner Playstation-enheter levererats.

## Historia

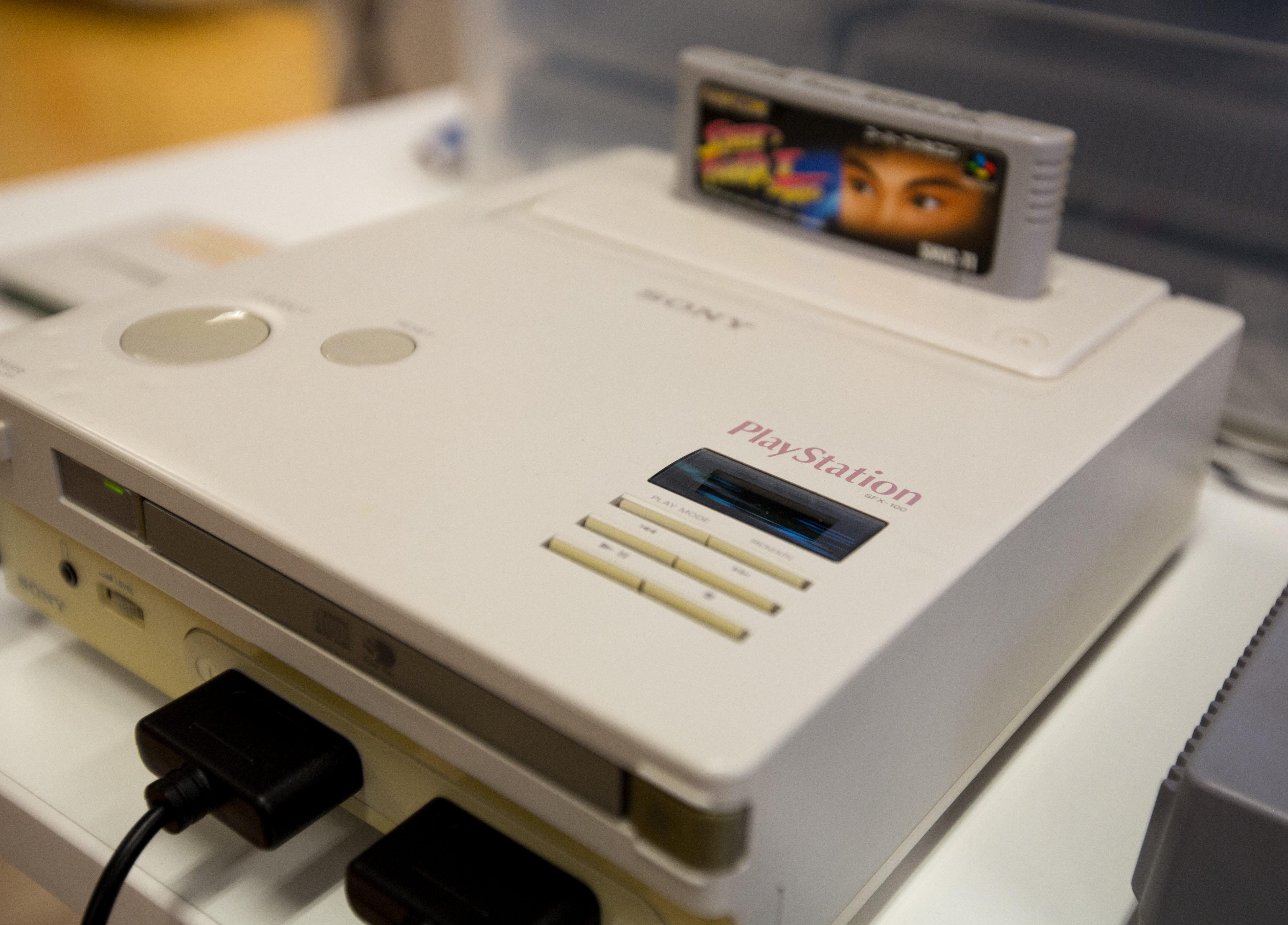
Playstation-prototyp med kassettläsare från Super Nintendo Entertainment System.

Det som med tiden kom att bli Playstation började som ett samarbete mellan Nintendo och Sony. Sony hade tidigare tillverkat en ljudkrets kallad Sony SPC700 som Nintendo använde i sin Super Nintendo-konsol. Nintendo valde därför att påbörja ett nytt samarbete om ett tillbehör till samma konsol som skulle göra det möjligt att använda CD-skivor som lagringsmedium. Sony tyckte dock att de krav som Nintendo ställde i kontraktet var orimliga och Nintendo valde därför en annan samarbetspartner. Ken Kutaragi ville ha revansch efter att Philips snuvat Sony på kontraktet och fortsatte att utveckla vad som skulle komma att bli Playstation. De första prototyperna hade till och med en port för kassett av samma typ som användes till Super Nintendos konsol.

## PS One

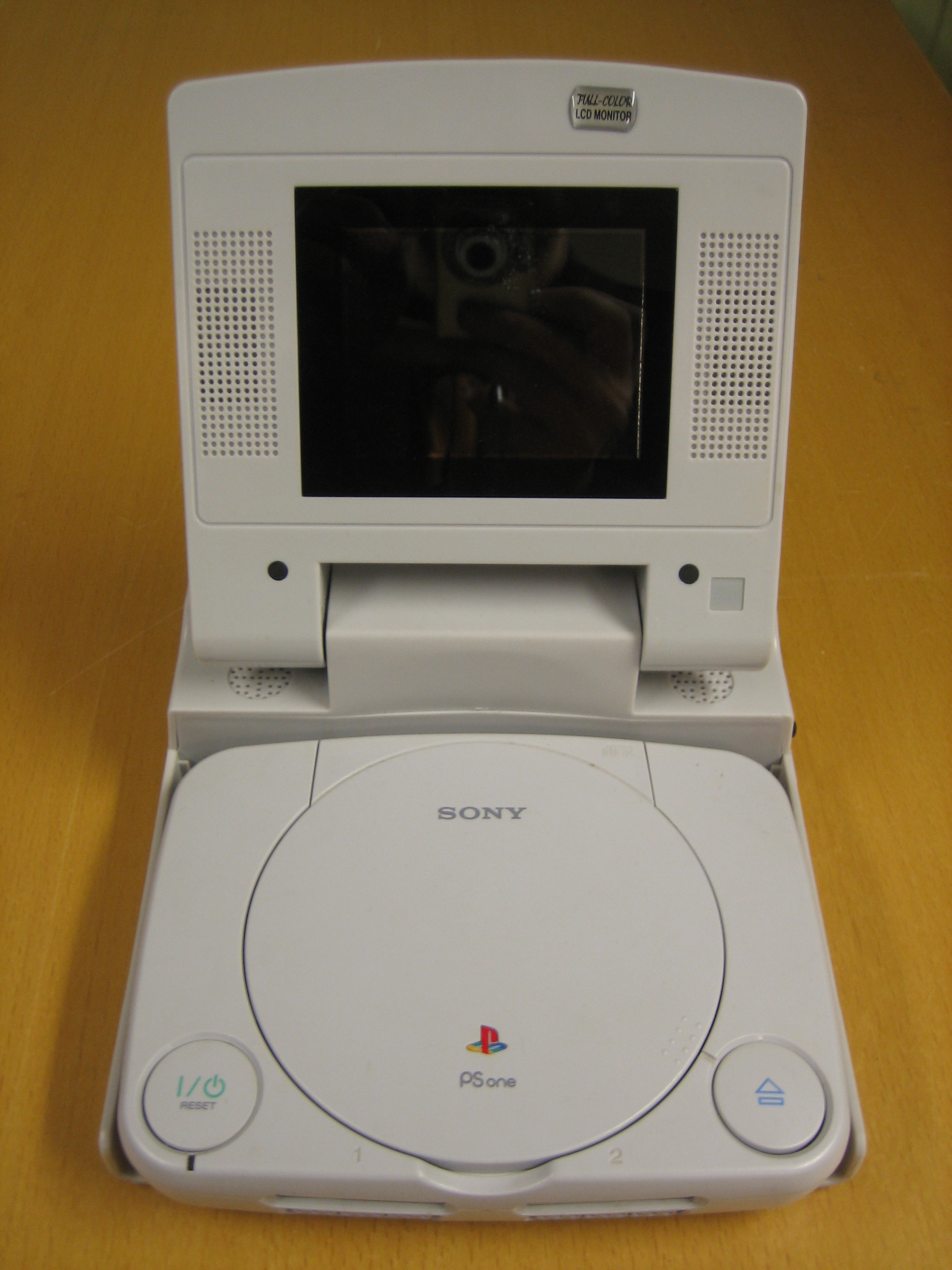
En PS One med portabel LCD-skärm.

En omarbetad modell benämnd PS One (alternativt PSOne) introducerades den 7 juli 2000, vilken prestandamässigt var med Sony Playstation men hade en ny och kompaktare design (dimensioner: 38 × 193 × 144 mm vs 45 × 260 × 185 mm). Enheten sålde mycket bra, och utklassade år 2000 till och med den helt nya Playstation 2. Sony släppte också en liten LCD-skärm till PS One, samt en adapter för att kunna spela PS One i bilen.
PS One är fullt kompatibel med Playstation 1, men saknar originalets parallell- och seriellportar. Den är också skyddad mot de vanliga "modchip" som fanns till Playstation 1.

## Media
Lagringsmediet består av CD-skivor och formatet är detsamma som på vanliga CD-ROM-skivor, men med en annan programvara. De flesta Playstation-skivor har ett annorlunda utseende då de är svarta på undersidan istället för silvriga.
Playstation kan även spela musikskivor.
För att kunna spara sitt spelande krävs ett separat minneskort som sätts in i konsolen ovanför kontakterna för handkontrollerna.

## Efterföljare
Sony introducerade år 2000 en efterföljare, Playstation 2. Därefter kallades Sony Playstation för PSX och senare PS1 för att skilja den från efterföljaren. Den gamla modellbeteckningen PSX har senare använts på ett par modeller av Playstation 2 avsedda för den japanska marknaden, dessa är utrustade med en tv-mottagare och inbyggd hårddisk.
I slutet av 2004 släppte Sony Playstation Portable som blev den första portabla spelkonsolen från företaget. Den tredje uppföljaren till Playstation släpptes 11 november 2006 och var en stationär spelkonsol vid namn Playstation 3. Den 30 november 2013 släpptes den fjärde uppföljaren till Playstation, Playstation 4 i Europa. Playstation 5, den senaste uppföljaren, släpptes den 19 november 2020 i Europa.

## Specifikationer

### Processor
MIPS R3000A-kompatibel (R3051) 32-bit RISC-processor.
Konsolen är baserad på en 32 bitars RISC-processor med följande prestanda:
- Klockfrekvens: 33,8688 MHz
- Datacache: 1 kB
- Instruktionscache: 4 kB
- Instruktionshastighet: 30 MIPS
- Busshastighet: 132 Mbit/s

### Grafikprocessor
- Antal färger: 16,7 miljoner
- Upplösning från 256 × 224 till 640 × 480 pixlar
- Antal polygoner per sekund: 360 000
- Maximalt 4 000 8 × 8 pixlar "sprites" med individuell skalning och rotation
- Videosignal: Kompositvideo, RF, RGB och S-Video

### Minne
- Huvudminne: 2 MB RAM
- Videominne: 1 MB RAM
- Ljudminne: 512 kB RAM
- Cd-rom buffert: 32kB
- Operativsystemminne: 512 kB ROM
- Minneskort med 128 kB minne

## Spelkontroll
Standardhandkontrollen till Playstation har ett styrkors, fyra knappar för höger tumme, 2 L- respektive 2 R-knappar och två stycken analoga styrspakar (som kom lite senare då Nintendo 64 hade lyckats bra med sin analogspak), samt knappar för start, select och analog.
Analogspakarna kom inte genast till bruk i olika spel. Det första spelet till vilket man var tvungen att använda analogspakarna i var Ape Escape.

## Mest sålda spel
|    | Spel                                   | Utvecklare                          | Utgivare                                                     | Utgivningsdatum  | Sålda exemplar |
| -- | -------------------------------------- | ----------------------------------- | ------------------------------------------------------------ | ---------------- | -------------- |
| 1  | Gran Turismo                           | Polyphony Digital                   | Sony Computer Entertainment                                  | 23 december 1997 | 10,850,000     |
| 2  | Final Fantasy VII                      | Square                              | Japan: Square Resten av världen: Sony Computer Entertainment | 31 januari 1997  | 10,022,000     |
| 3  | Gran Turismo 2                         | Polyphony Digital                   | Sony Computer Entertainment                                  | 11 december 1999 | 9,370,000      |
| 4  | Final Fantasy VIII                     | Square                              | Japan/PAL: Square Nordamerika: Sony Computer Entertainment   | 11 februari 1999 | 8,600,000      |
| 5  | Tekken 3                               | Namco                               | Japan/Nordamerika: Namco Europa: Sony Computer Entertainment | 26 mars 1998     | 8,300,000      |
| 6  | Harry Potter och De Vises Sten         | Argonaut Games                      | Electronic Arts                                              | 15 november 2001 | 8,000,000      |
| 7  | Crash Bandicoot 2: Cortex Strikes Back | Naughty Dog                         | Sony Computer Entertainment                                  | 5 november 1997  | 7,580,000      |
| 8  | Crash Bandicoot 3: Warped              | Naughty Dog                         | Sony Computer Entertainment                                  | 31 oktober 1998  | 7,130,000      |
| 9  | Tomb Raider                            | Core Design                         | Eidos Interactive                                            | 25 oktober 1996  | 7,100,000      |
| 10 | Metal Gear Solid                       | Konami Computer Entertainment Japan | Konami                                                       | 3 september 1998 | 7,000,000      |
| 11 | Crash Bandicoot                        | Naughty Dog                         | Sony Computer Entertainment                                  | 9 september 1996 | 6,820,000      |
| 12 | Tomb Raider II                         | Core Design                         | Eidos Interactive                                            | 31 oktober 1997  | 6,800,000      |
| 13 | Tomb Raider III                        | Core Design                         | Eidos Interactive                                            | 20 november 1998 | 5,900,000      |
| 14 | Resident Evil 2                        | Capcom                              | Japan/Nordamerika: Capcom PAL: Virgin Interactive            | 21 januari 1998  | 5,770,000      |
| 15 | Tekken 2                               | Namco                               | Japan/Nordamerika: Namco Europa: Sony Computer Entertainment | 29 mars 1996     | 5,700,000      |
| 16 | Final Fantasy IX                       | Square                              | Japan/PAL: Square Nordamerika: Sony Computer Entertainment   | 7 juli 2000      | 5,500,000      |
| 17 | Resident Evil                          | Capcom                              | Japan/Nordamerika: Capcom PAL: Virgin Interactive            | 22 mars 1996     | 5,080,000      |
| 18 | Spyro the Dragon                       | Insomniac Games                     | Sony Computer Entertainment                                  | 9 september 1998 | 4,832,000      |
| 19 | Tomb Raider: The Last Revelation       | Core Design                         | Eidos Interactive                                            | 15 november 1999 | 4,700,000      |
| 20 | Dragon Quest VII                       | Heartbeat                           | Enix                                                         | 26 augusti 2000  | 4,110,000      |